# Meteorus dimidiatus
Meteorus dimidiatus är en stekelart som först beskrevs av Cresson 1872.  Meteorus dimidiatus ingår i släktet Meteorus och familjen bracksteklar. Inga underarter finns listade i Catalogue of Life.